# 人の終期
人の終期（ひとのしゅうき）は、どの時点で人間が死亡したとみなすのかをめぐる法学上・医学上の議論。
法学上は民法や刑法など法分野ごとに議論がある。民法上は死亡によって人は権利能力を喪失する。刑法上では、生きている者に対しては殺人罪や傷害罪などの客体だったものが、死亡後は死体損壊罪等の客体となり人の終期（死亡）がその境界として重要になる。

## 人の終期をめぐる学説
法学上・医学上の人の終期をめぐる学説には以下のものがある。

### 三徴候説（三兆候説）
三徴候説とは呼吸停止（呼吸の不可逆的停止）、心停止（心臓の不可逆的停止）、瞳孔散大という3つの徴候をもって人の死の診断基準とするものである。
死の判断基準として三徴候説が普及したのは20世紀前半である。欧米では三徴候説が普及するまでは瞳孔散大を除いた呼吸停止と心停止（心肺停止）が死の判断基準とされていた。瞳孔散大ないし対光反射の消失は脳幹機能の消失と機能的には重なる部分がある。
1960年代以降、三徴候のうち呼吸停止（呼吸の不可逆的停止）については人工呼吸器の発達によって呼吸機能は機械が作動している限り半永久的に持続できるようになった。1970年代からは脳死と呼ばれる状態がみられるようになったが、脳死を人の死に含めない立場では事実上心停止のみを人の死の判断基準と捉えることになる。

### 脳死説
脳死説は脳死も人の死とする考え方である。1960年代以降の人工呼吸器の発達とともに、1970年代からは脳死と呼ばれる状態がみられるようになった。そこで脳死を人の死とみるかや、脳死の定義についても議論になっている。
脳死の定義については脳幹死説、全脳死説、大脳死説に分かれている。
- 機能死説
  - 脳幹死説

主に心臓活動・体温調節・呼吸をつかさどる脳幹の不可逆的停止をもって脳死とする説[3]。この説には医学的観点からの理論的な首尾一貫性がある[3]。しかし、大脳が全面的に停止して意識が全面的に消失しているかは定かでないという問題がある[4]。
  - 全脳死説

脳幹と大脳を含む脳の全体の不可逆的停止をもって脳死とする説[4]。臓器移植を認める多くの国では全脳死説がとられている[4]。
  - 大脳死説

意識機能をつかさどる大脳皮質の不可逆的停止をもって脳死とする説[4]。脳幹の機能は維持しつつ大脳だけが欠損または機能停止している状態からの移植等を認めることになるが、意識機能の消失だけを基準にすると植物状態や無脳症児など対象が広がりすぎるため大脳死説は一般には受け入れられていない[4]。
- 器質死説
脳の機能停止後、脳の組織が溶けて器質死の状態になることをもって脳死とする説[5]。脳死の判定には聴性脳幹反応テストや脳血流検査が必要であるとする[5]。

## 各国の法制

### アメリカ合衆国
アメリカ合衆国では1981年の大統領委員会で「死は単一の現象であるが、判定法には二通りある」という結論となった。その勧告を受けて制定された死の統一法（統一死亡判定法、Uniform Determination of Death Act、UDDA）では死の定義として「血液循環及び呼吸機能の不可逆的停止」または「脳幹を含む脳全体に及ぶすべての機能の不可逆停止」をもって死と定義している。

### 日本
日本の臓器の移植に関する法律も「脳死も死のひとつとして認める」という立場に立ってはいるものの、同意しない者に対してその見解を強制しないことによって、対立する考え方を調整している。